# Villiers-sur-Tholon
Villiers-sur-Tholon là một xã của Pháp,tọa lạc ở tỉnh Yonne trong vùng Bourgogne.

## Hành chính
| Danh sách các thị trưởng               |                  |                   |      |         |
| Giai đoạn                              | Giai đoạn        | Tên               | Đảng | Tư cách |
| mars 2008                              |                  | Patrice Maquaire  |      |         |
| tháng 3 năm 2001                       | tháng 3 năm 2008 | François Maquaire |      |         |
| Tất cả các dữ liệu trước đây không rõ. |                  |                   |      |         |

thị trưởng: M. Patrice Maquaire

## Thông tin nhân khẩu
| 1962                                                 | 1968 | 1975 | 1982 | 1990 | 1999 |
| ---------------------------------------------------- | ---- | ---- | ---- | ---- | ---- |
| 384                                                  | 350  | 329  | 334  | 347  | 354  |
| Số liệu lấy từ năm 1962: Dân số không tính hai trùng |      |      |      |      |      |